# Frauenfußball

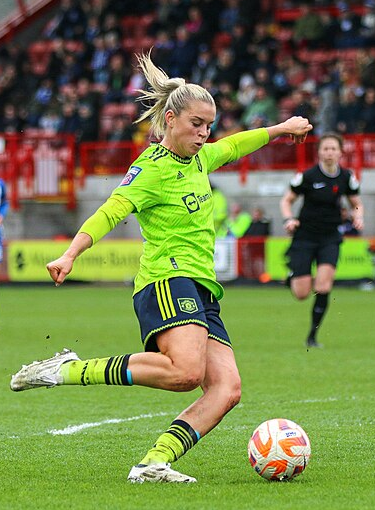
Alessia Russo, April 2023

Frauenfußball (als Abkürzung, etwa in Vereinsnamen, auch FF) auch Damenfußball bezeichnet die Sportart Fußball, wenn sie ausschließlich von Frauen ausgeübt wird. Das Regelwerk unterscheidet sich nach anfänglichen Abweichungen inzwischen nicht mehr von dem im Männerfußball.

## Geschichte

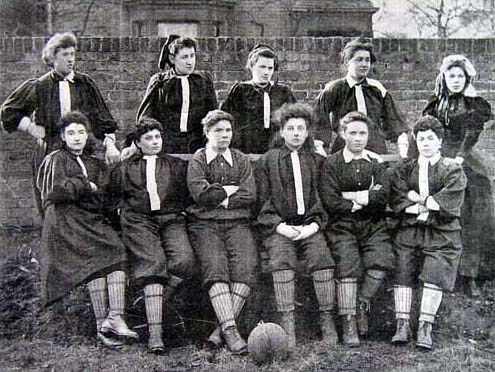
British Ladies Football Club mit Nettie Honeyball (hintere Reihe, zweite von links) (1895)

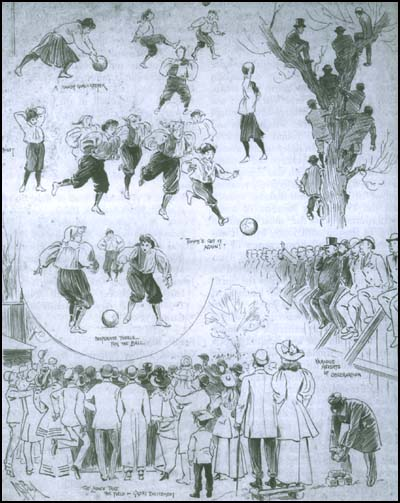
Alexander Boyd: Frauen-Fußball (1895)

Im 12. Jahrhundert beteiligten sich in Frankreich Frauen genau so wie Männer an einem Spiel namens la sioule, einem Vorläufer des heutigen Fußballs. Auch bei den Eskimos nahmen Frauen an einem fußballähnlichen Spiel teil.

### Anfänge des Frauenfußballs im Vereinigten Königreich
Als 1863 Fußball durch die internationale Vereinheitlichung der Regeln zu einer Sportart wurde, spielten auch Mädchen an englischen Schulen dieses Spiel. 1894 wurde das erste britische Frauen-Fußballteam, die British Ladies, von Nettie Honeyball gegründet.
Das erste Spiel der Fußballerinnen, London-Nord gegen London-Süd am 23. März 1895, das mit 7:0 endete, wurde von gut 10.000 Zuschauern verfolgt. Die Fußballerinnen trugen Hüte und (für die damalige Zeit relativ) kurze Röcke über Knickerbockern, um den Anstand zu wahren. An dem Spiel nahmen teil:
London NordMisses Ethel Hay (Tor), Bella Osborne und Georgina Wright (Verteidigung), Rose Rayman und Isa Stevenson (Mittelfeld), Emma Wright, Louise Cole, Lily St Clair, Maud Riweford, Carrie Balliol und Minnie Brymner (Sturm)
London SüdMisses May Goodwin (Tor), Mabel und Maud Hopewell (Verteidigung), Maud Starling und Ada Everston (Mittelfeld), Geraldine Vintner, Mabel Vance, Eva Davenport, Minnie Hopewell, Kate Mellon und Nelly Sherwood (Sturm)

### Aufschwung zwischen den Weltkriegen
Den größten Aufschwung erlebte der Frauenfußball während des Ersten Weltkriegs. Wie andere Bereiche des Sport- und Kulturbetriebs war auch der Fußball von den massenhaften Rekrutierungen zum Kriegsdienst stark beeinträchtigt, im Männerfußball war es vielen Verbänden nicht möglich den regelmäßigen Spielbetrieb aufrechtzuerhalten. Dank dieser Umstände wurde dem Frauenfußball über Nacht eine ungekannte Aufmerksamkeit entgegengebracht, die den Vereinen neue Mittel und Spielerinnen zuführte.

#### Vereinigtes Königreich
In der Folge war Frauenfußball noch in den 1920er-Jahren auf der Insel eine große Publikumsattraktion. Jede größere Ortschaft hatte ihre eigene Frauenmannschaft. 1920 wurde das Spitzenspiel zwischen den Dick Kerr’s Ladies und den St. Helens Ladies in Everton von 53.000 zahlenden Zuschauern verfolgt.

#### Frankreich

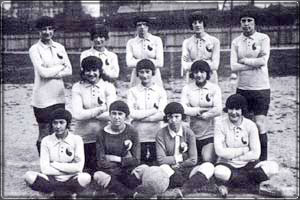
Französisches Auswahlteam der Frauen 1920

In Frankreich wurden während des Ersten Weltkriegs die ersten Frauenteams gebildet. Wegen der ablehnenden Haltung der bestehenden Verbände (Comité Français Interfédéral und Fédération Française de Football Association) gegenüber dem Frauensport gründeten diese einen eigenen Frauensportverband, die Fédération des Sociétés Féminines Sportives de France (FSFSF), und trugen unter dessen organisatorischem Dach bis 1932 regelmäßig Landesmeisterschaft und Pokalwettbewerb aus. 1920 kam es zur ersten internationalen Begegnung der Französinnen in England, bei der die Dick Kerr’s Ladies einen 2:1-Sieg gegen eine Auswahl von Spielerinnen der Pariser Vereine Fémina Sport, En Avant und Les Sportives erzielten. 1924 trug eine weibliche Équipe Tricolore gegen Belgien das erste in einer Reihe von regulären Länderspielen aus.

#### Deutschland
In Deutschland spielten Frauen noch um die Wende vom 19. zum 20. Jahrhundert eine Art „Fußball für Frauen“, bei dem sie sich im Kreis stehend den Ball gegenseitig zuspielten. Während der Frauenfußball in anderen europäischen Ländern in den 1920er-Jahren einen ersten Höhepunkt erreichte, war der Sport in Deutschland noch eine Randerscheinung. Seine Ursprünge liegen wohl im akademischen Bereich, wobei man sich vergegenwärtigen muss, dass es in den frühen 1920er-Jahren kaum mehr als 1000 Studentinnen im Land gab. Das Spiel mit dem Ball nach Art der Männer galt als für Frauen moralisch verwerflich; so beschwerte sich der Deutsche Turnbund über in kurzen Hosen spielenden Studentinnen der Deutschen Studentenvereinigung (DSV), solcherlei Auftreten sei „künftigen deutschen Akademikerinnen unangemessen“.
Erste organisierte Spiele von Studentinnen fanden im Rahmen der Deutschen Hochschulmeisterschaften 1922 statt. Das erste dokumentierte Ergebnis eines Spiels zwischen Frauenmannschaften war 1927 ein 2:1 einer Münchner gegen eine Berliner Elf. 1930 entstand in Frankfurt der erste „Damen-Fußball-Club“; gegründet von Lotte Specht. Dieser konnte aber nur gegen Männermannschaften antreten und wurde angesichts massiver Proteste nach einem Jahr aufgelöst. Nach der Ideologie des Nationalsozialismus galt der Frauenfußball als unerwünscht, da er im Widerspruch zur eigenen Vorstellung stand, die Frauen vor allem anderen als Mütter ansah. Erst in den 1950er-Jahren kam es zu erneuten Bildungen von Frauenmannschaften als Verein oder Abteilung. In der DDR wurde 1968 mit der BSG Empor Mitte-Dresden die erste Frauenfußballelf gegründet. In den Jahren 1969 bis 1971 gab es ein Frauenfußballteam beim 1. FC Union Berlin.

#### Österreich
Zeugnisse fußballspielender Frauen in gemischten Teams oder reinen Frauenmannschaften gibt es schon aus der Zeit vor dem Ersten Weltkrieg. Den ersten Boom erlebte der österreichische Frauenfußball aber in den 1920er und 1930er Jahren.
Ende 1923 wurden in Wien Frauen zum Fußballspielen gecastet, daraus resultierte die Gründung des Ersten Wiener Damenfußballklubs Diana im Februar 1924. Analog zur kurz bevorstehenden Einführung des Profifußballs bei den Männern geschah dies wohl vorrangig in kommerzieller Absicht. Die Veranstaltungen scheinen jedoch nicht den kommerziellen Erwartungen entsprochen zu haben, es fehlte wohl auch die Unterstützung der (Männer)Fußballverbände.
Im Jahr 1934 gründete Edith Klinger den 1. Wiener Damenfußballclub „Kolossal“, den späteren DFC Wien, im darauffolgenden Jahr die Damen-Fußball-Union (DFU) als Dachverband. Das löste eine Welle an Gründungen von Frauenfußballvereinen aus, die sich zum Teil nach erfolgreichen Männerclubs benannten (DFC Austria und DFC Rapid).
Ab 1936 veranstaltete die DFU in Wien eine Damenfußball-Meisterschaft mit neun Teilnehmerinnen, neben DFC Austria, DFC Rapid und DFC Wien auch DFC Brigitta XX, DFC Lichtental, DFC Schwarz-Weiß und DFC Tempo. Der ÖFB verbot 1936 seinen Mitgliedsvereinen, Sportplätze oder Schiedsrichter für Frauenfußballspiele zur Verfügung zu stellen, auch das politische Umfeld im Austrofaschismus war fußballspielenden Frauen alles andere als wohlgesonnen. Trotzdem existierte die Liga sogar noch bis einige Monate nach dem „Anschluss“ an NS-Deutschland und war damit die weltweit einzige geregelte Frauenfußball-Meisterschaft ihrer Zeit.

#### Polen
Ab Anfang des 20. Jahrhunderts organisierten sich polnische Frauen sporadisch zu Mannschaften und trugen vereinzelte Wettkämpfe aus. Nach der Wiedererlangung der Unabhängigkeit des polnischen Staates nahm diese Entwicklung kurzzeitig konkretere Formen an. Im September 1921 wurde im Sportverein Unia Poznań die erste offizielle Frauenfußball-Abteilung Polens gegründet. Über das weitere Schicksal dieser Mannschaft, deren Foto damals in der lokalen Presse erschien, ist bislang nichts bekannt. Vieles deutet darauf hin, dass sie – vermutlich unter dem Eindruck der Proklamation der englischen Football Association (siehe unter Verbote) – wenige Monate nach ihrer Gründung wieder aufgelöst wurde.

### Verbote
Am 5. Dezember 1921 verbot die Football Association den Frauen in England die Benutzung der Stadien. Fußball sei für Frauen „nicht geeignet und sollte deshalb nicht gefördert werden“. Dies bedeutete faktisch das Ende des Frauenfußballs in Großbritannien, bis 1970 das Verbot wieder aufgehoben wurde. Der ursprünglich sehr raue Charakter des Sportspiels Fußball verführte 1953 den Anthropologen Frederik Jacobus Johannes Buytendĳk zu der Aussage: Das Fußballspiel als Spielform ist wesentlich eine Demonstration der Männlichkeit. Es ist noch nie gelungen, Frauen Fußball spielen zu lassen. […] Das Treten ist wohl spezifisch männlich, ob darum getreten werden weiblich ist, lasse ich dahingestellt. Jedenfalls ist das Nichttreten weiblich.
Als das deutsche Männerteam 1954 die Fußball-Weltmeisterschaft gewann, kam in Deutschland die Diskussion um den Fußball der Frauen erneut auf. Am 30. Juli 1955 beschloss der DFB auf seinem Verbandstag, das Fußballspielen mit Damenmannschaften zu unterbinden. Er verbot den ihm angeschlossenen Vereinen, Frauenabteilungen zu gründen oder Sportstätten zur Verfügung zu stellen. Als Begründung für das Verbot hieß es in der entsprechenden Erklärung des DFB unter anderem: „Im Kampf um den Ball verschwindet die weibliche Anmut, Körper und Seele erleiden unweigerlich Schaden und das Zurschaustellen des Körpers verletzt Schicklichkeit und Anstand.“
Trotzdem spielten Frauen weiterhin in eigenen Vereinen oder als Abteilungen von Vereinen, die nicht dem DFB unterstanden, wie beispielsweise die Frauen-Fußballabteilung der Frankfurter Schützengemeinschaft Oberst Schiel. 1956 kam es in Essen sogar zu einem inoffiziellen Länderspiel zwischen einer deutschen und einer niederländischen Auswahl, das 2:1 für Deutschland endete.
Auch in Österreich verbot der ÖFB 1957 Frauenabteilungen. Die dennoch 1972 gegründete Damenliga wurde erst 1982 vom ÖFB offiziell anerkannt.

### Wiederbelebung und Institutionalisierung in den 1970er-Jahren

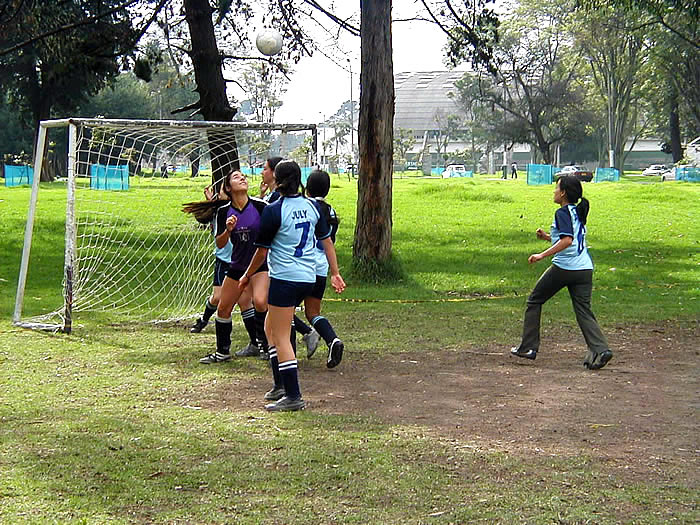
Frauenfußball an einer Universität

Am 31. Oktober 1970 hob der DFB auf seinem Verbandstag in Travemünde das Frauenfußballverbot wieder auf. Es gab jedoch einige Auflagen: So mussten die Frauenteams wegen ihrer „schwächeren Natur“ eine halbjährige Winterpause einhalten, Stollenschuhe waren verboten und die Bälle waren kleiner und leichter. Das Spiel selbst dauerte nur 70 Minuten. Später wurde die Spielzeit auf 80 Minuten erhöht. Seit 1993 gilt auch bei den Frauen die Spielzeit von zweimal 45 Minuten. Schnell bildeten sich erste Ligen auf lokaler Ebene.
Im November 1971 empfahl die UEFA, den Frauenfußball wieder aufzunehmen. Man befürchtete, die Frauen würden sich abspalten und das nicht ohne Grund: Im November 1969 wurde die Confederation of Independent European Female Football gegründet, und 1970 (in Italien) sowie 1971 (in Mexiko) veranstaltete die Fédération Internationale et Européenne de Football Féminin zwei vom Spirituosenhersteller Martini & Rossi gesponserte, inoffizielle Frauenweltmeisterschaftsturniere, woran bei der ersten Austragung – noch vor der Legalisierung des Frauenfußballs durch den DFB – auch eine deutsche Mannschaft teilnahm.
In Berlin wurde 1971 der erste Verbandsmeister Deutschlands ermittelt. 1977 ernannte der DFB Hannelore Ratzeburg zur Referentin für den Frauenfußball. Auf ihre Initiative hin wurden mit dem Länderpokal und dem DFB-Pokal neue Wettbewerbe eingeführt. 1986 fasste der DFB auf seinem Verbandstag in Bremen den Entschluss, eine Bundesliga im Frauenfußball einzuführen.

### Einführung internationaler Wettbewerbe

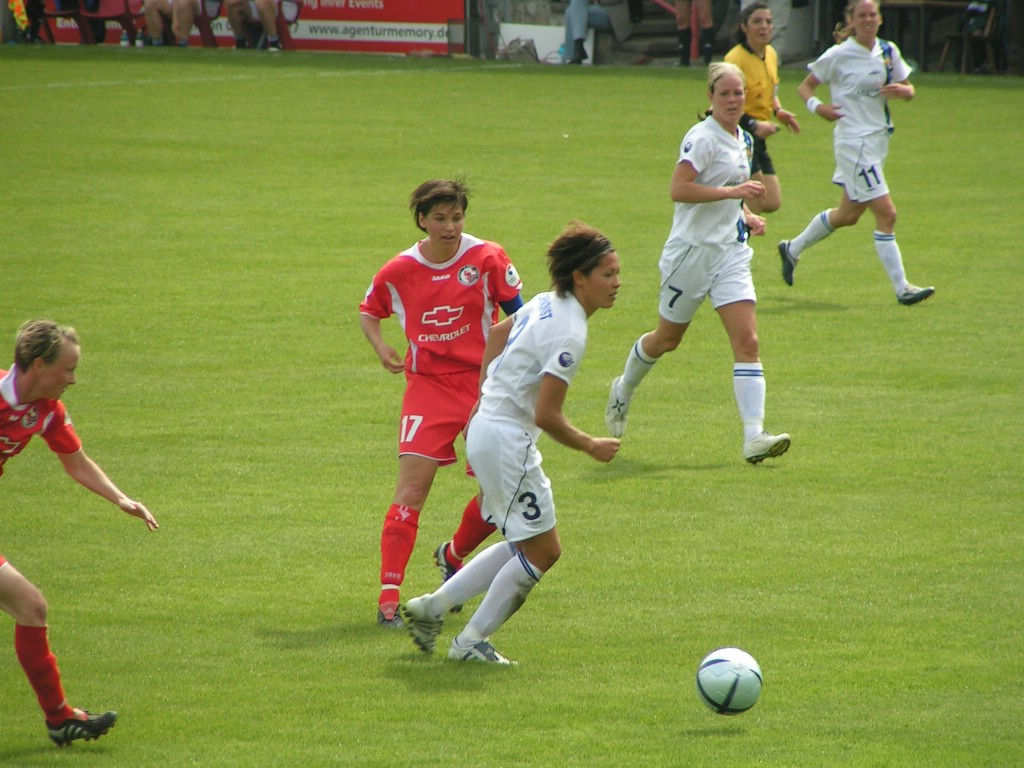
UEFA-Women’s-Cup-Finale 2005 in Potsdam

Bereits 1975 wurde in Hongkong die erste Asienmeisterschaft veranstaltet, an der vier südostasiatische Mannschaften und die beiden ozeanischen Teams aus Australien und Neuseeland teilnahmen. 1983 folgte der 1. Women’s Oceania Cup mit vier Teilnehmern. Die UEFA veranstaltet seit 1984 die Fußball-Europameisterschaft der Frauen, zunächst in unregelmäßigen Abständen, seit 1997 alle vier Jahre. Rekordeuropameister ist Deutschland mit bislang acht EM-Titeln.
Auf dem 45. FIFA-Kongress 1986 forderte die Delegierte des norwegischen Fußballverbands, Ellen Wille, dazu auf, den Frauenfußball stärker zu fördern. Beim damaligen FIFA-Präsidenten Havelange stieß sie auf offene Ohren. Als Test für die Durchführbarkeit einer Frauen-Fußballweltmeisterschaft fand 1988 in der Volksrepublik China das FIFA-Frauen-Einladungsturnier 1988 statt. Die erste Frauen-Fußball-WM fand dann drei Jahre später ebenfalls in China statt. In der Folgezeit wurden wie bei den Männern alle vier Jahre Weltmeisterschaften veranstaltet.
Als Qualifikation für die erste Weltmeisterschaft fanden auch 1991 die ersten Meisterschaften in Afrika mit letztlich vier Teilnehmern, in Mittel- und Nordamerika mit acht teilnehmenden Teams und in Südamerika mit drei Startern statt.
Seit 1996 ist Frauenfußball Teil des olympischen Programms. Im Gegensatz zu den Männern gibt es bei den Olympischen Spielen keine Altersbegrenzung für die Frauen, so dass dort die A-Nationalmannschaften antreten. Bisher konnten vier Mannschaften Olympiasieger werden: USA (4×), Deutschland, Norwegen und Kanada (jeweils 1×).
2004 erntete der damalige FIFA-Präsident Sepp Blatter Kritik von Spielerinnen- und Frauenverbänden, nachdem er in Interviews im Schweizer SonntagsBlick gefordert hatte, dass die Sportkleidung der Fußballspielerinnen „femininer“ gestaltet werden solle. Diese Maßnahme sollte neue Geldgeber, etwa aus der Kosmetik- und Modeindustrie, anlocken. Blatter verglich seine Idee mit der Entwicklung im Volleyball.
Seit der Spielzeit 2001/02 richtet die UEFA den UEFA Women’s Cup aus, den europäischen Meisterpokal der Frauen. Dieser wurde analog zum Männerwettbewerb zur Saison 2009/10 in UEFA Women’s Champions League umbenannt. Beim Finale 2012 im Münchner Olympiastadion wurde dabei die Rekordkulisse von 50.212 Zuschauern für ein Spiel zwischen zwei Vereinsmannschaften erreicht. Seit 2009 veranstaltet die CONMEBOL das südamerikanische Äquivalent, die Copa Libertadores Femenina.
Seit 2002 finden alle zwei Jahre U-20-Fußball-Weltmeisterschaften der Frauen (zunächst zweimal für unter 19-Jährige) und seit 2008 ebenfalls alle zwei Jahre U-17-Fußball-Weltmeisterschaften der Frauen statt. Als Qualifikation für diese Turniere dienen die entsprechenden kontinentalen Meisterschaften, die es aber teilweise, z. B. in Europa schon vorher gab.
Mittlerweile bewegt sich der Frauenanteil in der FIFA um die zehn Prozent; am höchsten liegt er in Kanada, wo fast „die Hälfte der Aktiven Frauen sind“ und den Vereinigten Staaten mit 40 Prozent. Seit Juni 2016 ist die senegalesische Diplomatin Fatma Samoura als erste Frau FIFA-Generalsekretärin, die jedoch mit dem Frauenfußball bisher nichts zu tun hatte.

## Frauenfußball heute

### Europa

#### Deutschland

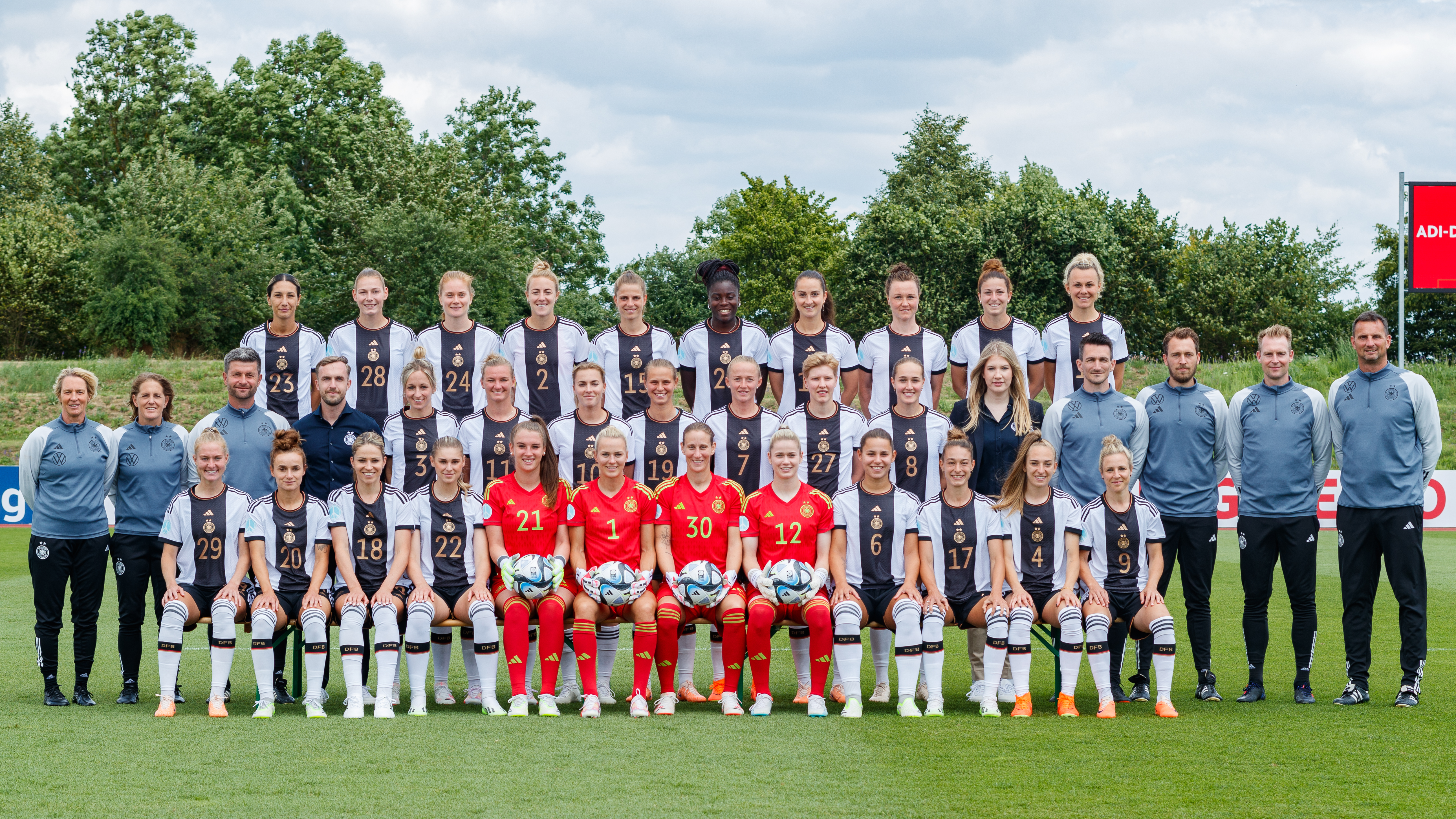
Deutsche Nationalmannschaft der Frauen, 2023.

Die höchste deutsche Spielklasse ist die Frauen-Bundesliga. Ihre Einführung wurde 1989 beschlossen und zur Saison 1990/1991 nahmen 20 Mannschaften, eingeteilt in zwei Gruppen, den Spielbetrieb auf. Ende der 1990er-Jahre war Frauenfußball in Deutschland zwar immer noch eine Randsportart, dennoch wuchs die Akzeptanz ebenso wie die Zuschauerzahlen langsam, aber stetig. Seit der Saison 1980/81 wird der jährlich stattfindende DFB-Pokal der Frauen ausgetragen, der höchste nationale Pokalwettbewerb im deutschen Frauenfußball.
1989 schaffte die deutsche Nationalmannschaft erstmals die Qualifikation für die Europameisterschaft und gewann sie durch einen 4:1-Sieg gegen Norwegen. Als Siegprämie erhielt jede Nationalspielerin ein Kaffeeservice. Die Nationalmannschaft unter Gero Bisanz sammelte in den 1990er-Jahren fleißig Titel. Tina Theune-Meyer löste am 1. August 1996 Gero Bisanz als Nationaltrainerin ab. 2001 wurde wieder eine Europameisterschaft in Deutschland ausgetragen. Die deutsche Mannschaft gewann wiederum das Finale, welches in Ulm ausgetragen wurde. 2003 wurde die deutsche Nationalmannschaft in den USA Weltmeister und erstmals zu Deutschlands Mannschaft des Jahres gewählt. 2007 konnte sie den WM-Titel unter der neuen Trainerin Silvia Neid in China verteidigen. Für den Weltmeistertitel 2007 gab es pro Spielerin eine Prämie von 50.000 Euro.
Seit ihrer Teilnahme an der Europameisterschaft 1989 errang die deutsche Frauennationalmannschaft, bis auf 1993 und 2017, durchgehend den Titel des Europameisters und kam so zu mittlerweile acht Europameister-Titeln. Im April 2009 wurde beim Freundschaftsspiel gegen Brasilien mit 44.825 Zuschauern ein Zuschauer-Europarekord für ein Frauenfußballspiel aufgestellt. Beim Spiel gegen die USA Ende Oktober 2009 war die neugebaute Augsburger impuls arena mit 28.367 Zuschauern erstmals ausverkauft. 2011 fand die Frauenfußball-WM erstmals in Deutschland statt. Das Eröffnungsspiel am 26. Juni zwischen Deutschland und Kanada brachte mit 73.680 Zuschauern im ausverkauften Berliner Olympiastadion einen neuen europäischen Zuschauerrekord, so dass der Rekord vom April 2009 nur noch für Freundschaftsspiele galt. Die Weltmeisterschaft endete für Deutschland schon im Viertelfinale gegen den späteren Turniersieger Japan mit einer 0:1-Niederlage nach Verlängerung. Am 29. Juni 2013 wurde beim Testspiel gegen Japan der Europa-Rekord für Freundschaftsspiele auf 46.104 Zuschauer gesteigert.
Deutsche Vereine konnten bisher neunmal den UEFA Women’s Cup bzw. dessen Nachfolger, die UEFA Women’s Champions League, gewinnen, zuletzt in der Saison 2014/15.

#### Schweiz

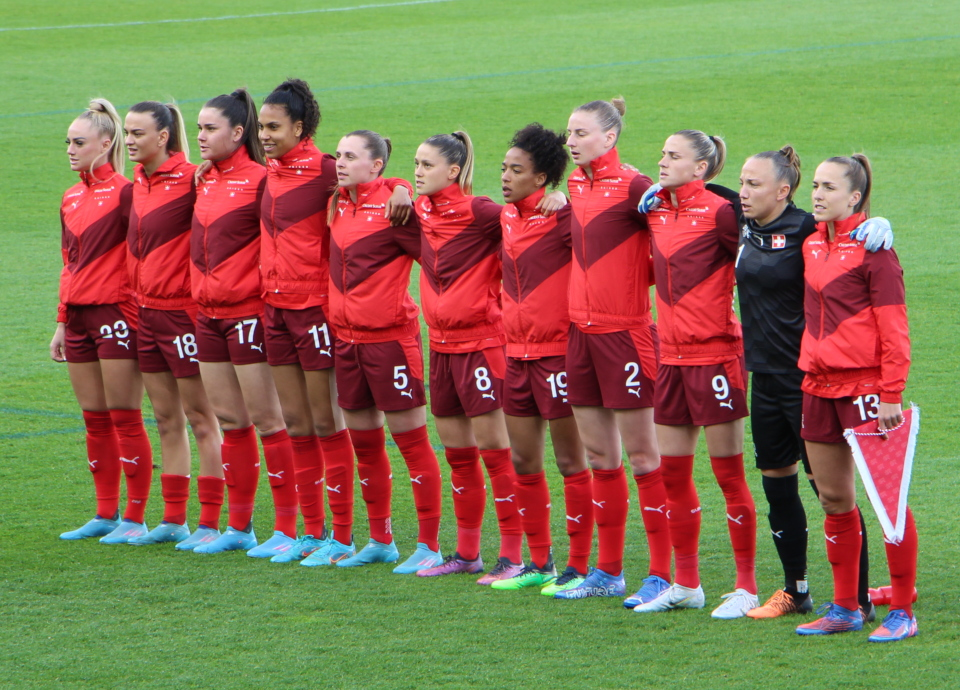
Schweizer Nationalmannschaft, 2022.

Die höchste Spielklasse, Nationalliga A, seit 2020 Women’s Super League, wurde 1970 gegründet. Seit 1972 besteht die Schweizer Fussballnationalmannschaft der Frauen. Für die Weltmeisterschaft 2015 qualifizierte sie sich zum ersten Mal für eine Endrunde und erreichte das Achtelfinale, wo sie gegen Gastgeber Kanada ausschied. Anschließend gelang auch die erstmalige Qualifikation für eine EM-Endrunde, die 2017 in den Niederlanden stattfand. Rekordmeister ist der SV Seebach, der heute FC Zürich Frauen heißt, mit 19 Titeln.

#### Österreich
In der Geschichte des Frauenfußballs nahm Österreich ursprünglich eine Vorreiterrolle ein. Bereits 1936 entstand eine Meisterschaft für Frauenteams, die allerdings nur kurze Zeit Bestand hatte. Die höchste Spielklasse, die ÖFB Frauen-Bundesliga, wurde 1972 gegründet.
Die österreichische Fußballnationalmannschaft der Frauen besteht seit 1990. Sie konnte sich bislang noch für keine Weltmeisterschaft qualifizieren. Bei der Europameisterschaft in den Niederlanden 2017 gewann das Team die Gruppe C in der Vorrunde. Nach einem Sieg im Elfmeterschießen im Viertelfinale gegen Spanien scheiterte die Mannschaft im Halbfinale an Dänemark, ebenfalls im Elfmeterschießen. Das Erreichen des Halbfinales war der bisher größte Erfolg des Nationalteams.
Bei der darauffolgenden Europameisterschaft in England 2022 erreichte das österreichische Nationalteam das Viertelfinale, das gegen Deutschland mit 2:0 verloren ging.

#### Frankreich

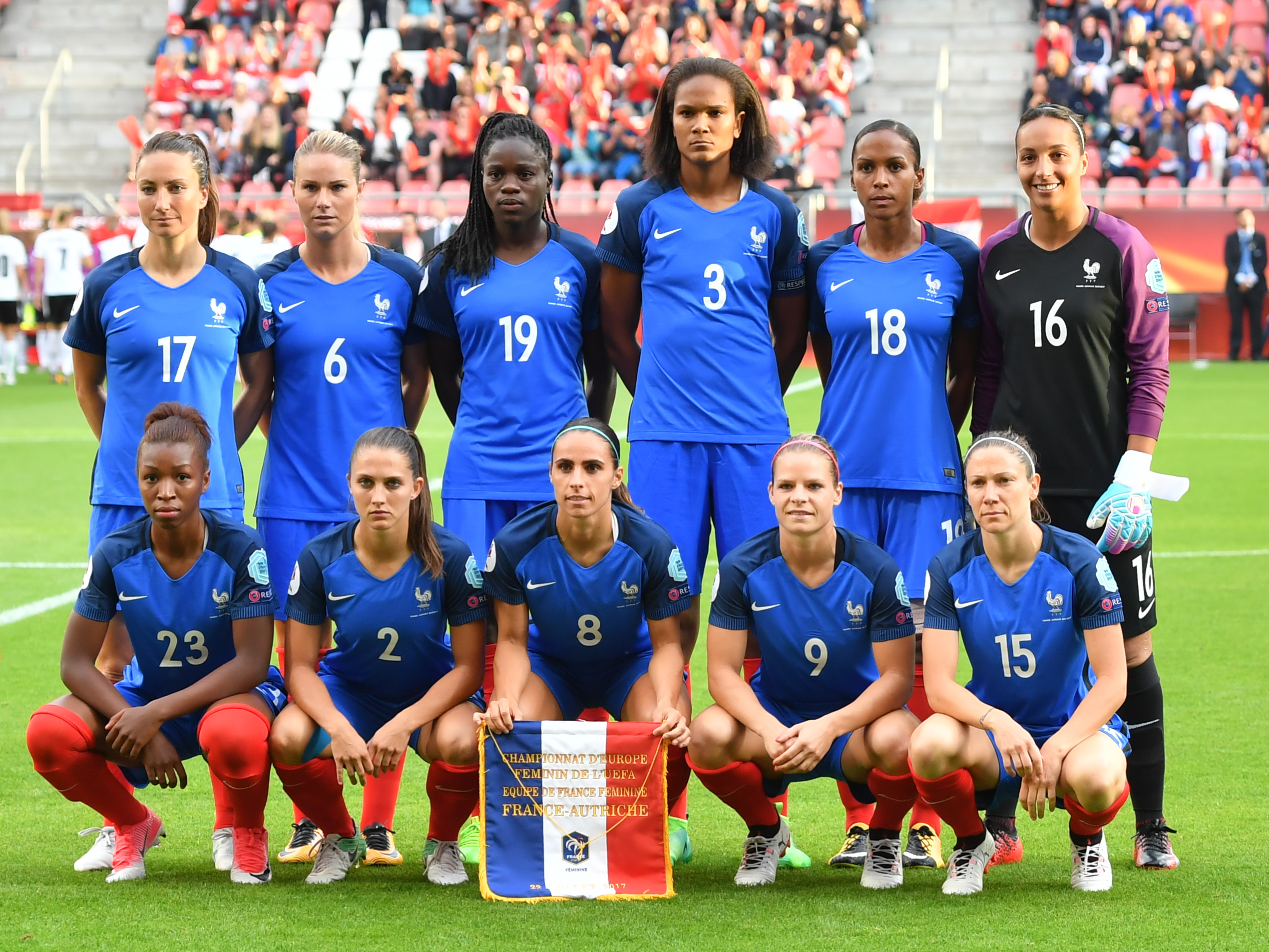
Französische Nationalmannschaft der Frauen, 2017.

Seit 1974 wird in Frankreich eine Frauenfußballmeisterschaft ausgetragen. 1992 wurde mit dem Championnat National 1 A eine höchste landesweite Spielklasse eingerichtet, die seit 2002 – ab dann unter der Bezeichnung Division 1 Féminine, seit 2024 als Première Ligue – auch die Bezahlung von Spielerinnen erlaubt. Auch das erste von der FIFA offiziell anerkannte Frauenländerspiel trug Frankreichs Nationalelf (April 1971 gegen die Niederlande) aus.
Seit einigen Jahren gibt es in Frankreich für junge Mädchen ein vorbildliches Sichtungs-, Ausbildungs- und Förderungssystem des nationalen Verbandes FFF mit dem Ergebnis, dass die A-Nationalfrauschaft unter der damaligen Trainerin Élisabeth Loisel es 2005 auf Platz 5 der FIFA-Weltrangliste gebracht hat, wenngleich die ganz großen internationalen Erfolge bisher noch ausgeblieben sind. Bei der Weltmeisterschaft 2011 erreichten die Französinnen immerhin Rang vier und qualifizierten sich damit als eines von nur zwei europäischen Teams auch für das olympische Fußballturnier 2012, bei dem wieder Platz vier erreicht wurde. 2011 konnte mit Olympique Lyon zudem erstmals ein französischer Verein die UEFA Women’s Champions League gewinnen, nachdem Olympique bei der vorangehenden Austragung nach Elfmeterschießen noch im Finale gescheitert war; bis einschließlich 2023/24 gewann Lyon diesen Titel insgesamt achtmal. Bereits seit 2009 stehen Frankreich aufgrund seiner Spielstärke auch zwei Champions-League-Plätze zu, und in zwölf der bisherigen 15 Ausspielungen (bis einschließlich der Saison 2023/24) erreichten beide Teilnehmer mindestens die Runde der letzten acht Teams. Die französische Liga zieht seit mehreren Jahren in großer Zahl auch Spielerinnen aus anderen Ländern an, etwa aus Deutschland, Schweden, Japan, Brasilien und den USA.

#### England
Die höchste Spielklasse in England ist seit 2011 die FA WSL, zuvor war es die 1992 gegründete FA Women’s Premier League, die nun die zweithöchste Spielklasse in England ist. Rekordmeister ist der Arsenal Women FC. Der englische Pokalwettbewerb ist der FA Women’s Cup. Er wird seit 1971 ausgetragen. 2007 konnte der Arsenal Women FC als einzige Mannschaft, die nicht aus Deutschland oder Schweden kam, den UEFA Women’s Cup, den Vorgänger der UEFA Women’s Champions League gewinnen. 1984 und 2009 erreichte die Nationalmannschaft das Europameisterschaftsfinale, konnte aber bei der letzten EM nicht an die Erfolge anknüpfen, so dass Nationaltrainerin Hope Powell nach fast 15 Jahren Tätigkeit für den Verband entlassen wurde. Mit der Einführung der FA WSL konnte die Beliebtheit des Frauenfußballs in England derart gesteigert werden, dass Frauenfußball „mittlerweile die beliebteste Frauen-Sportart in England und die drittbeliebteste insgesamt“ ist. Das Freundschafts-Länderspiel der englischen Nationalmannschaft gegen Deutschland am 24. November 2014 im Wembley-Stadion besuchten mehr Zuschauer als das letzte Freundschafts-Länderspiel der Männer-Nationalmannschaft. Größter Erfolg der Nationalmannschaft ist der dritte Platz als beste europäische Mannschaft bei der WM 2015. Da England kein Mitglied des IOC ist, kann die englische Mannschaft nicht an den Olympischen Spielen teilnehmen, auch wenn sie sportlich dafür schon mehrfach qualifiziert war. Bei den Olympischen Spielen 2012 in London nahm aber eine überwiegend mit englischen Spielerinnen besetzte und von der damaligen englischen Nationaltrainerin Hope Powell zusammengestellte Mannschaft als Team GB für den Gastgeber teil.

#### Irland
In Irland startete im November 2011 die neue National Women’s League mit sechs Vereinen. Zuvor wurden Meister und Championsleague-Teilnehmer im FAI Women’s Cup ermittelt. Anders als ihre männlichen Pendants, die überwiegend in England spielen, sind viele irische Nationalspielerinnen in heimischen Vereinen aktiv.

#### Schweden
Die höchste Spielklasse in Schweden ist die Damallsvenskan. Sie wurde 1988 gegründet. Die Saison läuft aufgrund der klimatischen Bedingungen in Skandinavien von April bis Oktober. Neben der deutschen Bundesliga galt sie lange Zeit als die stärkste Spielklasse Europas. Rekordmeister ist der FC Rosengård, der zunächst als Malmö FF und später als LdB FC Malmö antrat. Bekannt und sehr erfolgreich ist ebenfalls Umeå IK, der zweimalige Gewinner des UEFA Women’s Cup. Die schwedische Fußballnationalmannschaft der Frauen nahm als einzige europäische Mannschaft immer an allen großen Turnieren (EM, WM und Olympische Spiele) teil und wurde 1984 erster Europameister, dreimal Vizeeuropameister sowie 2003 Vizeweltmeister und konnte zudem dreimal den Algarve-Cup gewinnen. 2013 fand zum zweiten Mal die Europameisterschaft in Schweden statt, das auch 1995 die zweite Weltmeisterschaft ausgerichtet hatte; die Schwedinnen unterlagen jedoch im Halbfinale trotz Favoritenstellung und Heimvorteil den Deutschen. Bei der EM-Endrunde stellte die Damallsvenskan mit 49 Spielerinnen in sieben von zwölf Kadern die meisten Spielerinnen, von denen die meisten auch zum Einsatz kamen. 2016 konnte mit der Silbermedaille erstmals eine olympische Medaille gewonnen werden, wobei die Schwedinnen auf dem Weg ins Finale Titelverteidiger USA und Gastgeber Brasilien jeweils im Elfmeterschießen ausschalteten, dann aber gegen Deutschland verloren.

#### Finnland
Die höchste Spielklasse in Finnland ist die Kansallinen Liiga. Sie wurde 1971 gegründet. Rekordmeister ist HJK Helsinki. Viele finnische Nationalspielerinnen sind jedoch in der schwedischen und/oder norwegischen Liga tätig, einige wenige auch in Deutschland und in den Vereinigten Staaten aktiv. Die A-Nationalmannschaft konnte sich 2005 erstmals für eine Europameisterschaft qualifizieren wo auf Anhieb das Halbfinale erreicht wurde. 2009 war Finnland Gastgeber der EM, schied jedoch im Viertelfinale aus. Für eine WM oder ein Olympisches Fußballturnier konnte sich eine Nationalmannschaft bisher nicht qualifizieren.

#### Norwegen
Die höchste Spielklasse in Norwegen ist die Toppserien. Sie wurde 1984 gegründet. Wie in Schweden wird auch in Norwegen von April bis Oktober gespielt. Rekordmeister ist Stabæk FK (früher Asker SK) mit acht Titeln, gefolgt von Trondheims-Ørn SK mit sieben Erfolgen, der aber zuletzt 2003 Meister wurde. Seit 2004 hat sich mit Røa IL eine dritte Kraft in Norwegen etabliert, die seitdem fünfmal die Meisterschaft gewonnen hat. Die norwegische Fußballnationalmannschaft der Frauen ist nach Deutschland die erfolgreichste europäische Mannschaft. Sie wurde als einzige Mannschaft Europa- und Weltmeister sowie Olympiasieger. Zwischenzeitlich konnte sie aber nicht mehr an die Leistungen der vergangenen Jahre anknüpfen und schied bei der WM in Deutschland erstmals bereits in der Vorrunde aus, wodurch auch die Qualifikation für die Olympischen Spiele 2012 verpasst wurde. 2013 wurde dagegen wieder das EM-Finale erreicht. Für die Olympischen Spiele 2016 konnten sich die Norwegerinnen dagegen wieder nicht qualifizieren, nachdem sie bei der WM 2015 bereits im Achtelfinale gescheitert waren.

#### Dänemark
Die 1971 gegründete höchste Spielklasse ist die seit 2019 unter dem Namen geführte Gjensidige Kvindeliga. Rekordmeister ist seit 2019 Brøndby IF mit 12 Titeln. Der seit 1993 ausgetragene Pokalwettbewerb, Gjensidige Kvindepokalen genannt, führt ebenfalls seit 2017 Brøndby IF mit elf Titel an.
Die A-Nationalmannschaft war bis 2017 die letzte, die einen Sieg gegen eine Deutsche Nationalmannschaft bei einer Europameisterschaft erzielen konnte. Im Viertelfinale gelang ihr ein 2:1-Sieg. Mit zwei dritten Plätzen 1991 und 1993 ist sie zudem Rekorddritter bei Europameisterschaften. Zudem wurde 2001 und 2013 das Halbfinale erreicht, nachdem 1984 kein Spiel um Platz 3 ausgetragen wurde und seit 1995 kein Spiel um Platz 3 ausgetragen wird. Mit dem Erreichen des Finales 2017 gelang der A-Nationalmannschaft bislang der größte Erfolg. Bei Weltmeisterschaften wurde 1991 und 1995 zweimal das Viertelfinale erreicht.

#### Italien
Die italienische Fußballnationalmannschaft der Frauen gehörte zu den Pionierinnen des Frauenfußballs in Europa und zählt neben der deutschen und den skandinavischen Mannschaften zu den stärksten in Europa, auch wenn es noch zu keinem Titel reichte. Sie nahm an allen bisherigen Europameisterschaften teil und wurde zweimal Vize-Europameister. Die höchste italienische Spielklasse ist die Serie A (Frauenfußball).

#### Niederlande
In den Spielzeiten 2012/13 bis 2014/15 war die BeNe League die höchste Spielklasse in den Niederlanden und Belgien. Davor war es in den Niederlanden von 2007 bis 2012 die Eredivisie. Sie löste die Hoofdklasse ab. Mit der Einführung der Ehrendivision wurde der Frauenfußball in den Niederlanden professionalisiert. Das Ziel des Verbandes war es, den Leistungsunterschied zwischen der Nationalmannschaft und der deutschen und den skandinavischen Nationalmannschaften zu verkleinern. 2009 erreichte die Mannschaft bei ihrer ersten EM-Teilnahme überraschend das Halbfinale. 2015 nahm die niederländische Mannschaft erstmals an einer WM-Endrunde teil und erreichte das Achtelfinale, wo die Mannschaft mit 1:2 gegen Titelverteidiger Japan ausschied. Seit der Saison 2015/16 ist die Eredivisie wieder die höchste Spielklasse im niederländischen Frauenfußball. Der KNVB richtete die Fußball-Europameisterschaft der Frauen 2017 aus und durfte das zusätzlich angesetzte Qualifikationsturnier für den dritten europäischen Startplatz bei den Olympischen Spielen 2016 ausrichten, bei dem die Niederländerinnen den Heimvorteil aber nicht nutzen konnten. Bei der EM konnten sie dann aber erstmals den Titel gewinnen. Diese Leistung konnten sie bei der Fußball-Weltmeisterschaft der Frauen 2019 durch den zweiten Platz hinter Rekordweltmeister USA bestätigen und sich auch erstmals für die Olympischen Spiele qualifizieren.

#### Belgien
Die höchste Spielklasse in Belgien war bis 2012 die Eerste Klasse. Rekordmeister ist Standard Lüttich. Von 2012/2013 bis 2014/2015 gab es eine gemeinsame Liga mit den Niederlanden (siehe dort). Seit 2015/2016 ist es die Super League Vrouwenvoetbal. Für eine WM-Endrunde konnte sich die belgische Nationalmannschaft der Frauen noch nicht qualifizieren, sich aber 2016 erstmals für die 2017 im Nachbarland Niederlande stattfindende EM-Endrunde qualifizieren.

#### Polen
Die Wiederbelebung des Frauenfußballs in Polen erfolgte ab 1974. 1979 nahm die erste reguläre Fußballliga der Frauen den Spielbetrieb auf. Derzeit gibt es drei Spielklassen: Ekstraliga, 1. Liga und 2. Liga. Mit der Einführung einer 4. Spielklasse ist aufgrund kontinuierlich wachsender Teilnehmerzahlen in der 2. Liga demnächst zu rechnen. Im Unterschied etwa zur deutschen Bundesliga bestehen die Ekstraliga und die beiden Staffeln der 1. Liga nur aus je sechs Mannschaften, die pro Spielzeit je zwei Heim- und zwei Auswärtsspiele gegeneinander austragen.

#### Spanien
Eine Meisterschaft im Frauenfußball wurde in Spanien erstmals in der Saison 1988/89 als „Liga Nacionál de Fútbol Femenino“ ausgetragen. Erster Meister wurde PF Barcelonista. Ab 1996/97 hieß die Meisterschaft „División de Honor“, ab 2001/02 „Superliga“  und seit 2011/12 analog zur Liga der Männer Primera División. Rekordmeister ist Athletic Bilbao mit fünf Titeln. Die letzten drei Meisterschaften wurden von Atlético Madrid gewonnen. 2019 erreichte mit den Frauen des FC Barcelona erstmals eine spanische Mannschaft das Finale der UEFA Women’s Champions League. Am 17. März 2019 kamen zum Spiel zwischen Atlético und Barcelona die Rekordzahl von 60.739 Zuschauern.
Die Spanische Fußballnationalmannschaft der Frauen bestritt ihr erstes Länderspiel 1983 gegen den Nachbarn Portugal und konnte sich erstmals für die Fußball-Europameisterschaft der Frauen 1997 qualifizieren, wo das Halbfinale erreicht wurde. Danach musste sie aber bis 2013 auf die nächste Teilnahme warten. Zwei Jahre später nahm sie erstmals an einer WM-Endrunde teil, scheiterte dort aber in der Vorrunde. Bis dahin wurde sie von Ignacio Quereda trainiert. 2019 konnte das Achtelfinale erreicht werden, wo die Spanierinnen an Titelverteidiger USA scheiterten, aber als erste Mannschaft im Turnier ein Tor gegen die USA erzielen konnte.
Erfolgreicher sind die spanischen Juniorinnen, die seit 2011 viermal die U-17-Fußball-Europameisterschaft der Frauen und 2004, 2017 und 2018 die U-19-Fußball-Europameisterschaft der Frauen gewannen sowie die U-17-Fußball-Weltmeisterschaft der Frauen 2018 und bei der U-20-Fußball-Weltmeisterschaft der Frauen 2018 Vizeweltmeister wurden.
Am 30. März 2022 wurde im Viertelfinalrückspiel der Women’s Champions League zwischen dem FC Barcelona und Real Madrid mit 91.553 Besuchern im Stadion Camp Nou ein neuer Zuschauer-Weltrekord im Frauenfußball aufgestellt. Der vorherige Rekord stammte vom Endspiel der Fußball-Weltmeisterschaft der Frauen 1999. Dort standen sich die Gastgeberinnen der USA und China im Rose Bowl Stadium in Pasadena vor 90.185 Zuschauern gegenüber.

### Nordamerika

#### Vereinigte Staaten

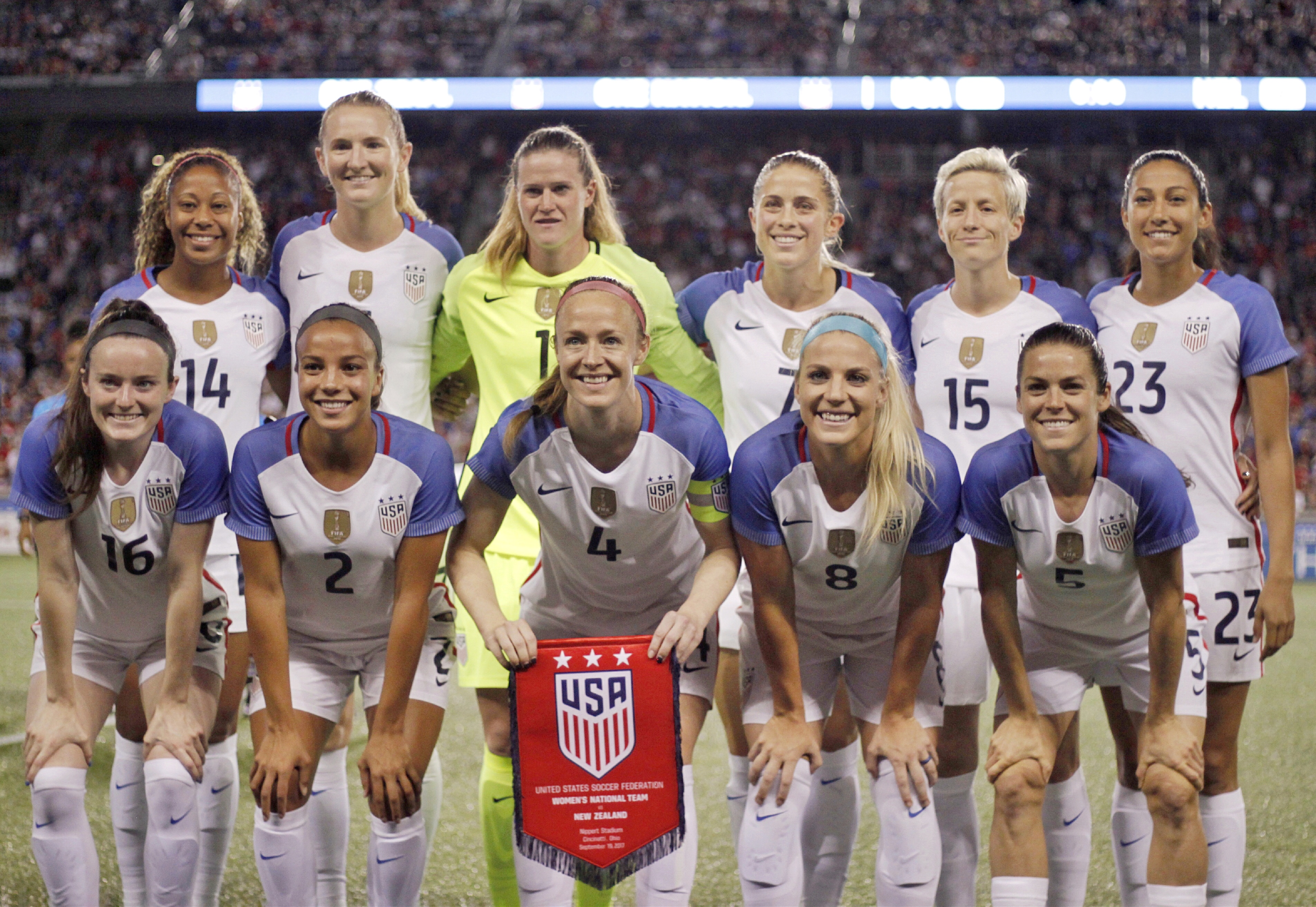
US-Nationalmannschaft, 2017.

In den Vereinigten Staaten ist Frauenfußball so beliebt, dass Fußball geradezu als Frauensportart gilt. Hier haben die Mädchen an vielen High Schools die Möglichkeit, Fußball zu spielen und regelmäßig zu trainieren. Talentierte Spielerinnen können dann in einem der mehr als 300 Collegeteams spielen. Jedes Jahr gibt es College-Meisterschaften. Die vielen Möglichkeiten für Frauen, in Fußballteams zu spielen, zeigen sich auch in den Mitgliederzahlen der Vereine. So lag der Frauenanteil bei der United States Soccer Federation (USSF) zur Jahrtausendwende bei etwa 40 Prozent.
Die Profiliga WUSA scheiterte allerdings 2003 nach kurzem Spielbetrieb. Bemühungen, eine neue Liga zu organisieren, hatten zunächst Erfolg und im Frühjahr/Sommer 2009 feierte die Women’s Professional Soccer (WPS) mit sechs Teams ihr Debüt. Allerdings sind die US-Ligen generell in ihrer Organisationsform nicht mit europäischen Ligen vergleichbar. So schlossen die Spielerinnen ihre Verträge nicht mit den Vereinen, sondern der Liga ab. Die Liga war aber auch für Nationalspielerinnen anderer Verbände, z. B. Brasilien attraktiv. Als weitere Liga gibt es die W-League, in der die schwächeren Mannschaften spielen und wie in anderen nordamerikanischen Ligen sowohl kanadische als auch US-amerikanische Vereine. Auch die WPS hatte mit finanziellen Problemen zu kämpfen, daher wurde die Saison 2012 ausgesetzt. Zur Saison 2013 startete mit der National Women’s Soccer League ein neuer Versuch für einen regulären Spielbetrieb der besten Spielerinnen. Hier spielen auch zahlreiche Nationalspielerinnen aus Kanada, Australien, Brasilien und anderen Ländern, so bis zu ihrem Karriereende die ehemalige deutsche Nationaltorhüterin Nadine Angerer.
Die Nationalmannschaft ist mit vier WM-Titeln, vier Olympiasiegen, zehn Siegen beim Algarve-Cup und neun Siegen beim CONCACAF Women’s Gold Cup die erfolgreichste Mannschaft der Welt und belegt derzeit Platz 1 der FIFA-Weltrangliste. Wichtigster Pfeiler für den Erfolg der US-Nationalmannschaft war jahrelang die Spielerin Kristine Lilly, die an den ersten fünf Weltmeisterschaften teilnahm und dabei 30 Spiele für die US-Mannschaft bestritt. Mit 354 Länderspielen hat sie deutlich mehr Spiele als die männlichen Rekordhalter bestritten.
In den Vereinigten Staaten wurde bereits zweimal die Fußball-Weltmeisterschaft der Frauen veranstaltet, mit im Schnitt über 20.000 Zuschauern pro Spiel. 1999 wurde im Finale mit 90.185 Zuschauern die bisher höchste Zuschauerzahl bei einem von der FIFA anerkannten Frauenfußballspiel erreicht.

#### Kanada
Neben den Vereinigten Staaten ist Kanada mit zwei Titeln beim CONCACAF Women’s Gold Cup und einer Goldmedaille bei den Olympischen Spielen, die erfolgreichste Mannschaft in Nordamerika. 2007 scheiterte Kanada bei der Bewerbung als Ausrichter für die WM 2011, erhielt aber 2011 den Zuschlag für 2015. Wie in Nordamerika üblich spielen die kanadischen und US-amerikanischen Vereine in einer gemeinsamen Liga. So spielten die meisten kanadischen Nationalspielerinnen entweder in der Women’s Professional Soccer oder der W-League bzw. spielen seit 2013 in der National Women’s Soccer League. Zudem ist wie in den Vereinigten Staaten das Fußballspielen in Highschool- und College-Mannschaften verbreitet. Einige kanadische Spielerinnen spielten auch zeitweise in der deutschen Bundesliga oder der Damallsvenskan.

### Südamerika

#### Brasilien
In Brasilien steht der Frauenfußball noch deutlich im Schatten des Männerfußballs. Die besten Spielerinnen sind in europäischen oder der US-Liga tätig. Marta Vieira da Silva wurde als erste Spielerin zwischen 2006 und 2010 fünfmal nacheinander FIFA-Weltfußballerin des Jahres. Die brasilianische Fußballnationalmannschaft der Frauen ist die stärkste südamerikanische Mannschaft. Sie nahm an allen Weltmeisterschaften und Olympischen Spielen teil, wo sie einmal Vizeweltmeister und zweimal Silbermedaillengewinner wurde, und konnte achtmal die Copa América der Frauen gewinnen. Seit 2009 veranstaltet der brasilianische Verband zumeist jährlich im Dezember das Vier-Nationen-Turnier in Brasilien, das die Brasilianerinnen achtmal gewann. Im März 2017 startete eine neue landesweite Liga (Brasileiro Feminino) mit 16 Mannschaften.

### Asien
Bereits seit 1975 werden in Asien kontinentale Meisterschaften ausgetragen. Die stärksten Frauennationalmannschaften Asiens kommen aus China, Japan, Nord- und Südkorea. Neben dem olympischen Fußballturnier 2008 mit dem Endspiel in Peking fanden bereits zwei Weltmeisterschaften in China statt (1991 und 2007). 1999 unterlagen die Chinesinnen im Finale den US-Amerikanerinnen erst im Elfmeterschießen. Zwischenzeitlich konnten die Chinesinnen aber nicht mehr an diese Leistungen anknüpfen und sich nicht für die WM in Deutschland sowie die Olympischen Spiele 2012 qualifizieren. Die koreanischen Mannschaften konnten insbesondere bei den Juniorinnen in den letzten Jahren aufholen, und mit dem Wechsel Australiens in den asiatischen Verband erhielten die asiatischen Teams einen neuen Konkurrenten, der 2010 die Asienmeisterschaft gewinnen konnte und 2016 für Asien an den Olympischen Spielen teilnimmt. Mit Japan wurde 2011 erstmals eine asiatische Mannschaft Weltmeister. Auch in den arabischen bzw. muslimisch geprägten Ländern spielen zunehmend Frauen Fußball. So gibt es seit 2010 in mehreren weiteren islamischen Ländern, u. a. Bangladesch, Bahrain, Irak, Kuwait, Pakistan und Vereinigte Arabische Emirate Frauen-Nationalmannschaften und vom 18. bis zum 28. Oktober 2010 fand der erste Arabia Cup statt. 2016 richtet Jordanien die U-17-Fußball-Weltmeisterschaft der Frauen aus.

#### Iran
Im Iran dürfen Frauen kraft Gesetzes nur Fußball spielen, wenn sie dabei ein Kopftuch tragen. Außerdem findet Frauenfußball zumeist in Hallen statt. 2006 fand in Teheran das erste Fußballspiel der iranischen Fußballnationalmannschaft der Frauen in einem Stadion seit der Revolution 1979 statt. Gegner war das Frauenteam des Berliner Vereins BSV Al-Dersimspor. Das Ergebnis des Spiels war 2:2. Über die Begegnung entstand der Dokumentarfilm Football Under Cover. Ein Rückspiel war für 2007 in Berlin geplant, das iranische Team sagte jedoch ab. Probleme bereiten aber die rigorosen Kleidervorschriften. So wurde die iranische Mannschaft wegen ihrer Kleidung beim Qualifikationsturnier für die Olympischen Spiele 2012 ausgeschlossen und die Spiele mit 3:0 für den Gegner gewertet. Anfang März 2012 stimmte das International Football Association Board (IFAB) einstimmig für die Aufhebung des Kopftuch-Verbots. Anfang Juli 2012 erfolgte dann die offizielle Freigabe für eine zweijährige Testphase.

#### Saudi-Arabien
Bis das Verbot 2006 gelockert wurde, war es Frauen in Saudi-Arabien nicht erlaubt, Fußball zu spielen. 2008 fand die erste Landesmeisterschaft im Frauenfußball statt. Männern blieb dabei der Zugang zu den Stadien verwehrt. Seit November 2020 gibt es die erste Frauenfußballliga. Das erste Frauenfußballnationalteam Saudi-Arabiens wird seit 2021 von Monika Staab trainiert.

### Afrika
In Afrika ist Nigeria die dominierende Mannschaft im Frauenfußball. Sie gewann neun von zwölf Austragungen der seit 1998 ausgetragenen offiziellen Fußball-Afrikameisterschaft der Frauen und nahm als einzige afrikanische Mannschaft an allen WM-Turnieren teil, erreichte aber als beste Platzierung bisher nur einmal das Viertelfinale (1999). Nigeria nahm auch als einzige afrikanische Mannschaft dreimal an olympischen Frauenfußballturnieren teil (2000, 2004 und 2008). Auch wenn als einzige andere Mannschaften bisher Äquatorial-Guinea zweimal (2008 und 2012) und Südafrika (2022) Afrikameister werden und sich 2010 erstmals für eine WM qualifizieren konnten, galt die Mannschaft aus Ghana, die sich bisher dreimal für die WM qualifizieren konnte, lange als zweitstärkste afrikanische Mannschaft. Zuletzt konnte Ghana aber nicht mehr an diese Leistungen anknüpfen und sich weder für die Weltmeisterschaften 2011, 2015, 2019 und 2023 noch jemals für die Olympischen Spiele qualifizieren.
2010 erreichte mit Nigeria erstmals ein afrikanisches Team bei der U-20-Fußball-Weltmeisterschaft der Frauen das Finale einer Weltmeisterschaft, wobei die Mannschaft mit den USA einen der Favoriten im Viertelfinale ausschaltete und erst im Finale gegen den Gastgeber Deutschland verlor. Der Erfolg konnte 2014 wiederholt werden, wobei im Finale wieder gegen Deutschland verloren wurde.
Für die Olympischen Spiele 2012 konnten sich mit Kamerun und Südafrika überraschend zwei Mannschaften qualifizieren, für die dies die erste Teilnahme an einem interkontinentalen Fußballturnier war. Kamerun gelang dann auch die Qualifikation für die WM 2015, wo die Kamerunerinnen als einzige afrikanische Mannschaft das Achtelfinale erreichten. Neben Kamerun konnte sich auch die Elfenbeinküste erstmals für die WM 2015 qualifizieren, musste da aber mit einem 0:10 im ersten WM-Spiel gegen Deutschland Lehrgeld zahlen. Bei den Olympischen Spielen 2016 rückte mit Simbabwe eine weitere afrikanische Frauen-Nationalmannschaft in den Blickpunkt der deutschen Öffentlichkeit, da sie im ersten Gruppenspiel auf die deutsche Mannschaft traf, aber mit 1:6 verlor. Für die Olympischen Spiele 2020, die wegen der COVID-19-Pandemie um ein Jahr verschoben wurden, konnte sich mit Sambia eine weitere Mannschaft auf der internationalen Bühne präsentieren, die sich dann auch für die WM 2023 qualifizieren konnte. Mit Marokko konnte sich für die WM 2023 auch erstmals eine nordafrikanische Mannschaft qualifizieren.
Das libysche Frauenfußball-Nationalteam sollte 2013 an dem Berliner Turnier Discover Football teilnehmen. Der libysche Fußballverband sagte jedoch die Teilnahme ab, nachdem sich ein bekannter Fernsehprediger dagegen aussprach, und gab als Grund den Termin im Fastenmonat Ramadan an. Das Team muss wegen islamistischer Morddrohungen sein Training an geheimen Orten und unter Bewachung durchführen. Weil Anhängerinnen und Gegnerinnen Gaddafis im Team sind, gilt es als beispielhaft für die Versöhnung der libyschen Bürgerkriegsparteien. Im März 2016 trat die Mannschaft erstmals zu zwei offiziellen Länderspielen an. Die Qualifikationsspiele zur Afrikameisterschaft 2016 wurden aber gegen Ägypten verloren und das Heimspiel im tunesischen Sousse ausgetragen.

### Ozeanien
Bis zum Wechsel Australiens in den asiatischen Verband waren die Australierinnen und Neuseeländerinnen die dominierenden Teams in Ozeanien. Mittlerweile ist Neuseeland, das 1975 auch erster Asienmeister wurde, in Ozeanien konkurrenzlos. Die Neuseeländerinnen gewannen die Ozeanienmeisterschaft 2010 mit 11:0 im Finale gegen Papua-Neuguinea und ohne ein einziges Gegentor im Wettbewerb. Vier Jahre später gewannen sie die Meisterschaft in einem Round-Robin-Turnier mit drei Siegen und 30:0 Toren und 2018 im Finale mit 8:0 gegen Fidschi.
Bei der WM in Deutschland schied Neuseeland in der Vorrunde als Gruppenletzter aus und durch die ersten beiden Niederlagen (jeweils 1:2) gegen den späteren Weltmeister Japan und Vizeeuropameister England hält Neuseeland nun mit acht Niederlagen in Folge die längste Negativserie bei WM-Turnieren. Erst im letzten Spiel gegen Mexiko konnte Neuseeland mit dem 2:2 erstmals bei einer WM einen Punkt gewinnen. Amber Hearn, Torschützenkönigin bei der Ozeanienmeisterschaft 2010, erhielt nach der WM einen Vertrag beim Bundesligisten FF USV Jena. 2015 und 2019 später konnte Neuseeland erneut kein WM-Spiel gewinnen und hält nun mit 15 WM-Spielen ohne Sieg die längste Negativserie.
Neben der Ozeanienmeisterschaft ist seit 2003 das Fußballturnier bei den Pazifikspielen (früher „Südpazifikspiele“) das bedeutendste Frauenfußballturnier in Ozeanien. An diesen nimmt aber Neuseeland nicht teil. Alle fünf Austragungen wurden bisher von Papua-Neuguinea gewonnen, das 2022 auch erstmals die Ozeaniemeisterschaft gewann, als Neuseeland nicht teilnahm.
Die Fußball-Weltmeisterschaft der Frauen 2023, die gemeinsam von Neuseeland und Australien ausgetragen wurde, war die erste WM der Frauen in der südlichen Hemisphäre. Im U-Bereich war Neuseeland bereits Ausrichter der ersten U-17-Fußball-Weltmeisterschaft der Frauen 2008 und Papua-Neuguinea Ausrichter der U-20-Fußball-Weltmeisterschaft der Frauen 2016, wobei sie als Ausrichter die Gruppenphase nicht überstanden.

## Dokumentarfilm
- Copa 71, Regie: Rachel Ramsay und James Erskine, GB 2023 - Über die inoffizielle Frauenfußball-WM, die 1971 in Mexiko gegen den Widerstand der FIFA stattfand.